# Domenico di Michelino
Domenico di Michelino (Florence, 1417 – aldaar, 1491) was een schilder uit de Florentijnse renaissance en een volger van de stijl van Fra Angelico. Michelino schilderde voornamelijk Bijbelse taferelen. Zijn beroemdste werk is een fresco in Santa Maria del Fiore, La commedia illumina Firenze. Het schilderij toont Dante Alighieri die de Divina Commedia toont aan de stad Florence.
In 1442 werd Michelino gekozen als lid van Compagnie di San Luca (Sint-Lucasgilde) en in 1444 sloot hij zich aan bij de  Arte dei Medici e degli Speziali.